# Ђаво и његов шегрт
Ђаво и његов шегрт је прича из српске народне усмене књижевности коју је преписао и обрадио Вук Стефановић Караџић и објавио је 1853. у склопу збирке под називом Српске народне приповетке.
У причи домишљати дечак покушава и на крају успева да превари ђавола и побегне из подземног света.

## Радња
Једном давно живео је сиромашан човек који је имао сина јединца који више није желео да живи у сиромаштву и беди. Одлучио је да изучи неки занат како би могао боље да живи. Тад га отац упозорава да ће и као занатлија имати пуно брига и да ће морати пуно да се труди да би напредовао. Тако дечак одлази у свет за бољим животом. Док је путовао срео је човека у зеленим хаљинама који га је упитао где иде. Кад му је дечак рекао да иде да тражи мајстора да научи занат човек му рече да је и он мајстор и да може и он да га научи занату. Док су ходали поред реке човек у једном тренутку скочи у реку да се купа и позва дечака да скочи и он. Дечак се најпре плашио утапања, али кад га је човек охрабрио скочи и он у реку. Кад је ушао у воду човек ухвати дечака за врат и повуче га на дно јер то није био мајстор него ђаво. Кад су дошли у подземни свет предао га је старој баби да га подучава. Кад их је ђаво оставио рече дечаку је је то био ђаво и да неће ничему да га подучи. Да је тако и њу преварио и довукао је доле иако је и она била крштена. Предложила му је да га она подучи занату, а када га ђаво пита шта је научио да му каже да није научио ништа и да ће тако моћи да се врати у свој свет.
После неког времена кад се вратио ђаво питао га је шта је научио, а дечак му је одговорио да није ништа научио. Три године је ђаво долазио да га пита шта је научио, а дечак му увек исто одговарао. На крају му је дечак рекао не само да ништа није научио већ је заборавио и оно што је знао. Тад се ђаво наљути и рече му да ако до сад ништа није научио неће никад ни да научи и протера га назад на свој свет. Дечак испливава из воде и одлази код оца и каже му да је учио занат. Недуго затим син је позвао оца да оду на вашар у оближње село. Успут док су ишли ка вашару син рече оцу да ће он да се претвори у најлепшег коња и да неће бити лепшег и да ће доћи његов мајстор да га купи и да ће да га плати колико год му овај буде тражио. Исто му рече да му никако не даје улар, већ кад плати да му скине улар и баци га на земљу.
На вашару су сви гледали у коња, али нико се није усудио да пита за цену. Тада се појављује мајстор прерушен у турчина са чалмом око главе и пита старца пошто је коњ. Мајстор му плаћа цену коју је рекао, скида улар и баца га на земљу и истовремено нестају и купац и коњ. Кад се старац вратио кући са новцем затиче сина тамо.
Убрзо је дошао други вашар, тад је син рекао оцу да ће да се претводи у најлепљу радњу пуну робе. Да ће бити најлепша и најбогатија и да нико сем мајстора неће моћи да је купи. Опет му је напоменуо да кад узме новац баци кључеве на земљу. Мајстор опет долази прерушен у турчина и плаћа цену коју је старац рекао, а кад је овај бацио кључеве на под и тад се от радње створио голуб, а од турчина кобац који је почео да јури голуба.
Голуб слете на руку цареве ћерке која је изашла са двора и гледала их и голуб се претвори у прстен. Кобац се претвори у човека и оде код цара тражећи да га овај прими у службу. Цару понуди да га служи три године без икакве накнаде, јела или пића, само му је тражио прстен са ћеркине руке што му цар и обећа.
Кад је дошло време да се прстен да ђаволу дечак замоли принцезу да никоме не даје прстен већ да га баци на земљу.
Када је цар замолио ћерку да преда прстен она га љутито баци на земљу, а он се претвори у проју, а слуга се претвори у врапца и поче да кљуца мрвице, а када је дошао до задње то зрно се претвори у мачка и поједе врапца.